# Semousies
Semousies ist eine französische Gemeinde im Département Nord in der Region Hauts-de-France. Sie gehört zum Kanton Avesnes-sur-Helpe im Arrondissement Avesnes-sur-Helpe.

## Lage
Die Gemeinde Semousies liegt im Regionalen Naturpark Avesnois, 13 Kilometer südlich von Maubeuge und acht Kilometer westlich der Grenze zu 'Belgien. Sie grenzt im Westen und Norden an Dourlers, im Osten an Beugnies und im Süden an Bas-Lieu. Die Bewohner nennen sich Semousiens oder Semousiennes.

## Bevölkerungsentwicklung
| Jahr                       | 1962 | 1968 | 1975 | 1982 | 1990 | 1999 | 2006 | 2012 | 2021 |
| Einwohner                  | 178  | 197  | 229  | 210  | 242  | 224  | 235  | 246  | 232  |
| Quellen: Cassini und INSEE |      |      |      |      |      |      |      |      |      |

## Sehenswürdigkeiten

Kirche Saint-Martin

- Kirche Saint-Martin